# Vasiliy Rochev
Vasiliy Pavlovich Rochev (en russe : Васи́лий Па́влович Рочев, Vassili Pavlovitch Rotchev ; né le 22 décembre 1951 à Bakur) est un ancien fondeur soviétique. Il est marié à Nina Rocheva et est le père de Vassili Rotchev et d'Olga Schuchkina tous appartenant au milieu du ski de fond.
Après sa carrière, il a évolué en tant qu'en entraîneur de ski de fond, s'occupant notamment d'Aleksey Prokurorov.

## Jeux olympiques
- Jeux olympiques d'hiver de 1980 à Lake Placid  États-Unis:
  -  Médaille d'or en relais 4 × 10 km.
  -  Médaille d'argent sur 30 km.

## Championnats du monde
- Championnats du monde de ski nordique 1974 à Falun  Suède:
  -  Médaille d'argent en relais 4 × 10 km.
  -  Médaille de bronze sur 15 km.